# Escherange
Escherange är en kommun i departementet Moselle i regionen Grand Est (tidigare regionen Lorraine) i nordöstra Frankrike. Kommunen ligger i kantonen Cattenom som tillhör arrondissementet Thionville-Est. År 2022 hade Escherange 697 invånare.

## Befolkningsutveckling
Antalet invånare i kommunen Escherange
| Referens: INSEE |